# Jean-Louis Bézard
Pour les articles homonymes, voir Bézard.
Jean-Louis Bezard, né le 25 novembre 1799 à Toulouse et mort le 3 novembre 1881 dans le 5e arrondissement de Paris, est un peintre néo-classique français.

## Biographie
Jean-Louis Bezard est connu comme peintre religieux. Il a été l'élève à l'école des beaux-arts de Paris de Pierre-Narcisse Guérin et François-Édouard Picot. Il a remporté le deuxième prix du concours du prix de Rome en 1825 et le grand Prix de Rome en 1829 pour une peinture sur le thème Jacob refusant de livrer Benjamin.
Après son séjour à la Villa Médicis à Rome, il mène une carrière de peintre d'histoire et sujets religieux. Il a réalisé une série de tableaux commandés par le roi Louis-Philippe pour décorer le musée d'histoire de France à Versailles, dont trois portraits de rois de France et un tableau représentant l'ouverture des États généraux de Tours, le 14 mai 1506, d'après Michel Martin Drolling.
Il a décoré de nombreux bâtiments :
- civils : l'Hôtel de Ville de Paris et le Palais d'Orsay qui ont disparu lors des incendies de la Commune,
- religieux : 
  - à Paris où il travaille dans six églises : 
    - la coupole de l'église Saint-Augustin[4],
    - la chapelle des fonts baptismaux de l'église Saint-Leu-Saint-Gilles,
    - dans le déambulatoire de l'église Sainte-Élisabeth-de-Hongrie où il a peint la fresque allégorique  Les Sept œuvres de Miséricorde[5]
    - les piliers de l'église Saint-Louis-d'Antin[6].

  - à Toulouse :  Le martyre de Saint-Saturnin pour l'église Notre-Dame du Taur.
  - à Agen où il peint les décors de la cathédrale Saint-Caprais, entre 1845 et 1869.
  - à Montpellier : Portrait de Pline l'Ancien datant 1832 actuellement exposé à la faculté de médecine.

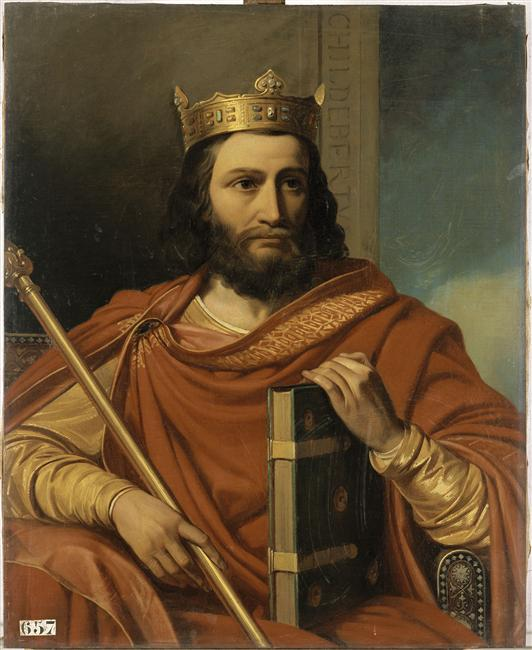
Childebert Ier roi de Francs Musée d'histoire de France de Versailles
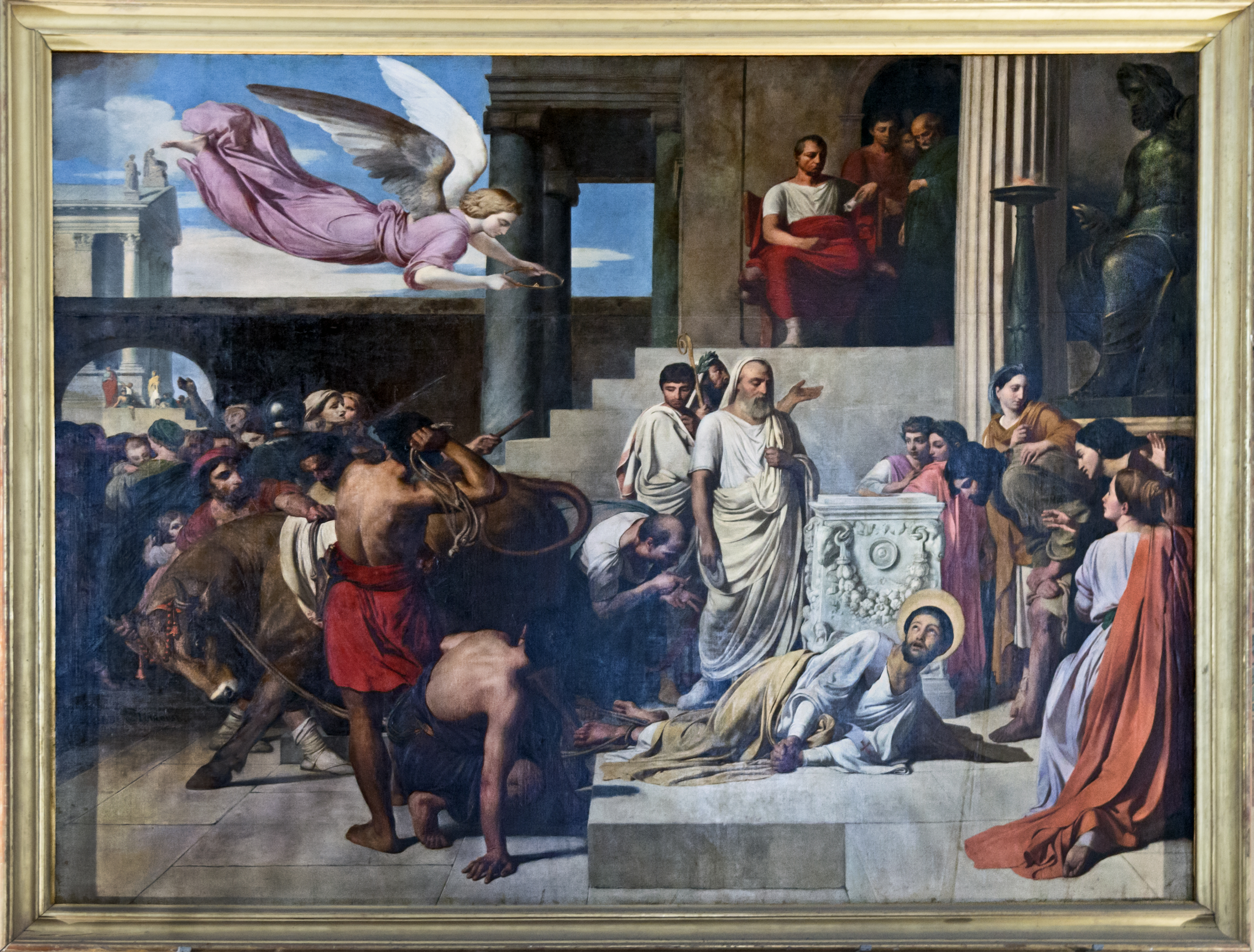
"Le martyre de Saint Saturnin" Église Notre-Dame du Taur Toulouse
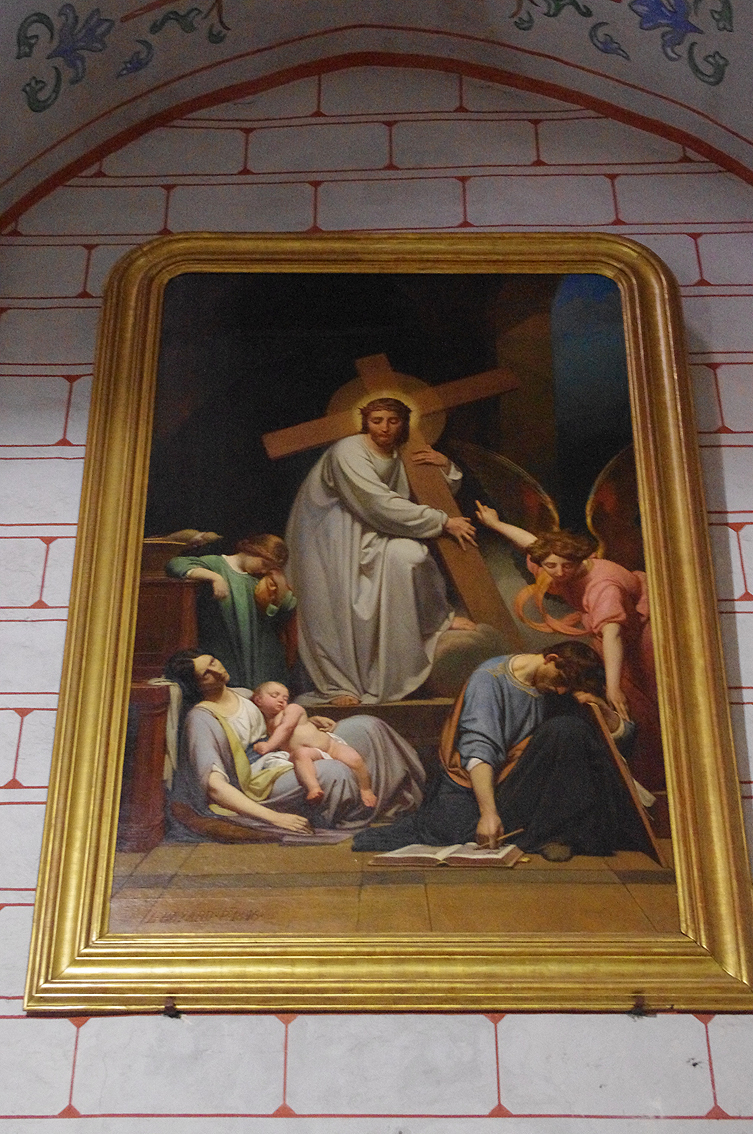
Résurrection du Christ Cathédrale Saint-Caprais d'Agen
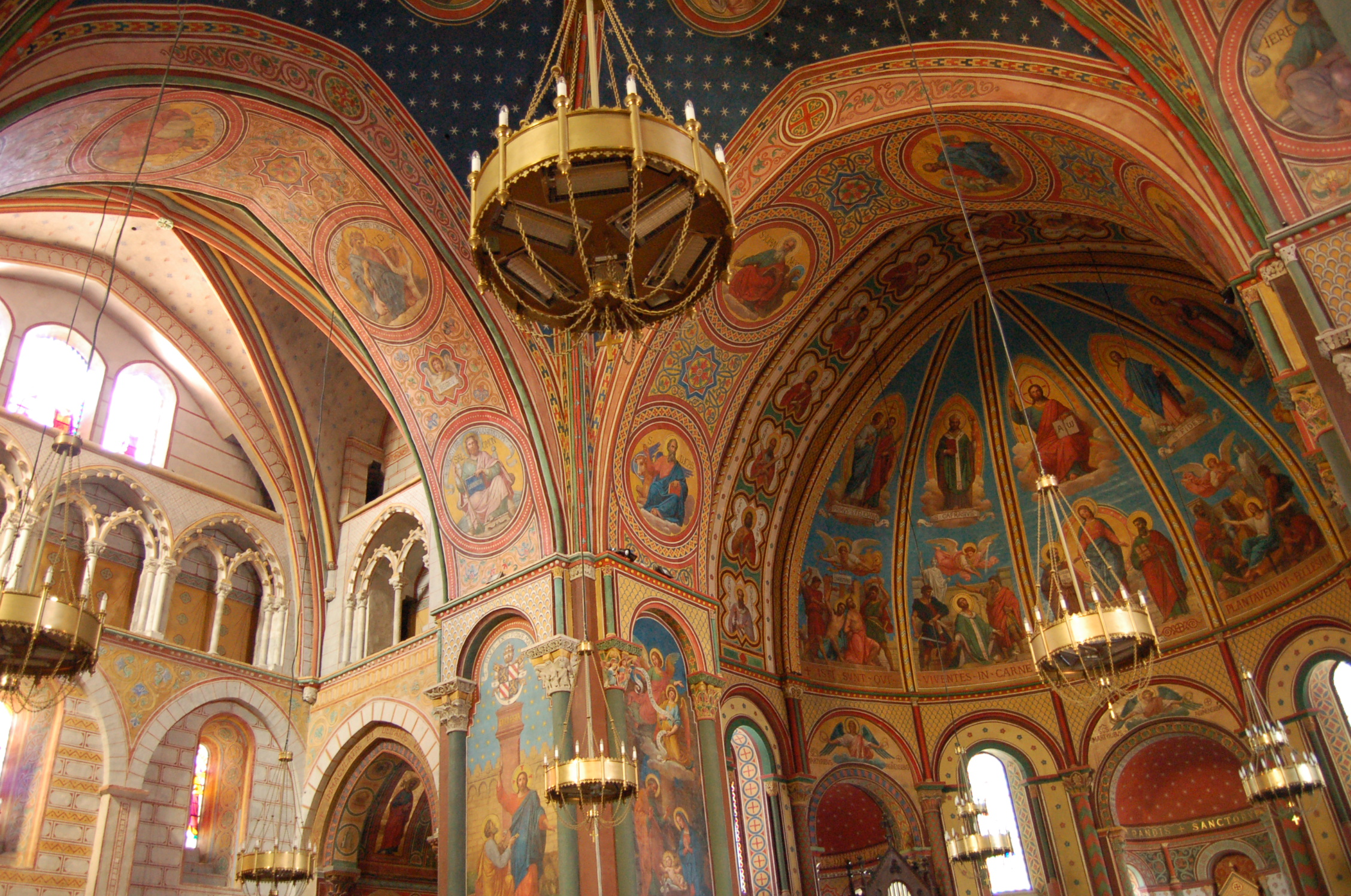
Décoration de la cathédrale Saint-Caprais

Il a été aussi peintre de portraits. On trouve au musée des beaux-arts de Blois le tableau M. Chibourg et son petit-fils peint en 1828. Dans le marché privé est passé le portrait de la marquise de Massigny daté de 1838.
Il est fait chevalier de la Légion d'honneur en 1860.